# Ptinus maorianus
Ptinus maorianus is een keversoort uit de familie klopkevers (Ptinidae). De wetenschappelijke naam van de soort werd in 1926 gepubliceerd door Joshua Brookes.